# Deutsche Meisterschaften in der Nordischen Kombination 2008

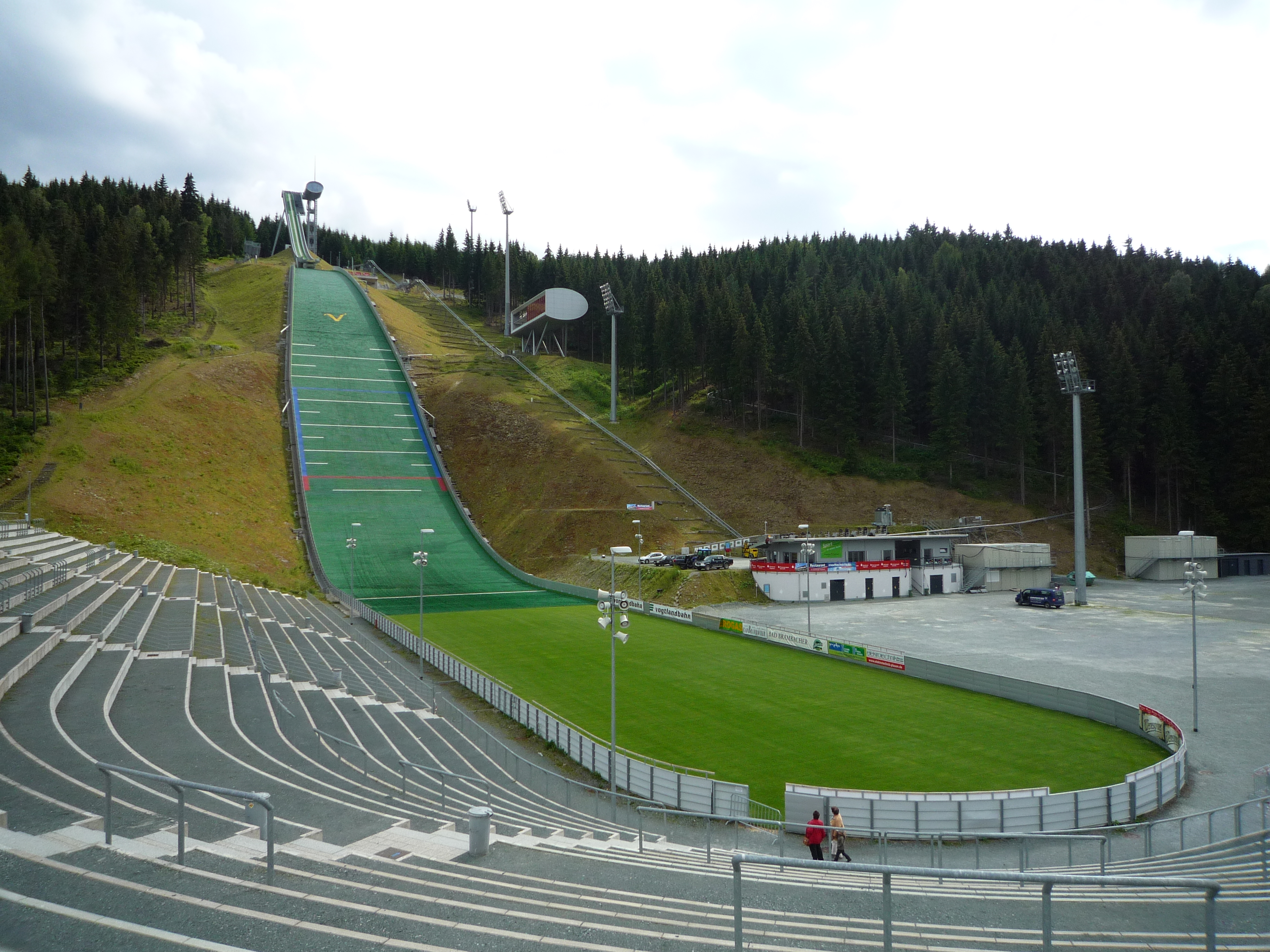
Großschanze der Vogtlandarena

Die Deutschen Meisterschaften in der Nordischen Kombination 2008 fanden am 18. und 19. Juli 2008 im sächsischen Klingenthal statt. Der Veranstalter war der Deutsche Skiverband, während der VSC Klingenthal für die Durchführung zuständig war. Die Wettkampfanlagen waren die mit Matten belegte Großschanze der Vogtlandarena und die Laufstrecken an der Vogtlandarena mit einer Rundenlänge von 1500 Metern. Es fanden zwei Einzelwettkämpfe, aber kein Teamwettbewerb statt.
Der Sachse Eric Frenzel wurde Deutscher Meister im Massenstart, während Björn Kircheisen den Sprint gewinnen konnte. Rennleiter der Meisterschaften war Lech Pochwała, Bundestrainer war Hermann Weinbuch.

## Teilnehmer
| 38 Teilnehmer aus sechs Bundesländern                               | 38 Teilnehmer aus sechs Bundesländern               |
| ------------------------------------------------------------------- | --------------------------------------------------- |
| - Thüringen (12) - Sachsen (11) – Gastgeber - Baden-Württemberg (6) | - Bayern (5) - Nordrhein-Westfalen (3) - Hessen (1) |

## Ergebnisse

### Massenstart (15km/HS 140)
Der Massenstart fand am Freitag, dem 18. Juli 2008 statt. Es war der erste und bisher einzige Massenstart bei einer Deutschen Meisterschaft. Nachdem Lauf über 15 km wurden zwei Wertungsdurchgänge im Skispringen durchgeführt. Die Kalkulation legte 4 Sekunden pro Punkt sowie 15 Punkte pro Minute als Richtlinie fest. Eric Frenzel gewann seinen ersten Meistertitel in einer Einzeldisziplin. Nachdem er bereits die beste Laufzeit aufweisen konnte, sicherte er sich im zweiten Sprungdurchgang mit dem weitesten Sprung des Tages den Sieg. Die beste Sprungleistung zeigte Marinus Kraus, der seine Siegchancen allerdings bereits beim Langlauf zunichtegemacht hatte.
| Platz | Name              | Verein                         | Laufzeit | Weite 1 | Weite 2 | Gesamtpunktzahl |
| ----- | ----------------- | ------------------------------ | -------- | ------- | ------- | --------------- |
| 01.   | Eric Frenzel      | WSC Oberwiesenthal, SVS        | 24:30,9  | 118,0 m | 138,5 m | 247,8           |
| 02.   | Björn Kircheisen  | WSV Johanngeorgenstadt, SVS    | 25:39,0  | 129,0 m | 131,0 m | 243,4           |
| 03.   | Ronny Ackermann   | Rhöner WSV Dermbach, TSV       | 25:54,5  | 124,5 m | 133,5 m | 233,4           |
| 04.   | Christian Beetz   | SV Biberau, TSV                | 25:59,4  | 120,5 m | 120,5 m | 217,7           |
| 05.   | Michael Dünkel    | SWV Goldlauter, TSV            | 25:31,8  | 117,0 m | 122,0 m | 211,5           |
| 06.   | Mark Schlott      | SC Motor Zella-Mehlis, TSV     | 24:59,2  | 116,5 m | 114,5 m | 210,2           |
| 07.   | Matthias Menz     | SC Steinbach-Hallenberg, TSV   | 26:10,3  | 122,0 m | 121,5 m | 207,4           |
| 08.   | Johannes Rydzek   | SC Oberstdorf, BSV             | 27:17,5  | 124,5 m | 132,5 m | 206,6           |
| 09.   | Georg Hettich     | ST Schonach-Rohrhardsberg, SBW | 26:01,3  | 116,5 m | 122,5 m | 204,3           |
| 10.   | Julian Wölfle     | ST Schonach-Rohrhardsberg, SBW | 26:04,1  | 117,5 m | 121,0 m | 202,9           |
| 11.   | Tom Beetz         | SV Biberau, TSV                | 25:15,4  | 118,0 m | 104,0 m | 196,3           |
| 12.   | Sebastian Haseney | SC Motor Zella-Mehlis, TSV     | 25:07,7  | 099,5 m | 114,0 m | 191,7           |
| 13.   | Steffen Tepel     | SK Winterberg, WSV             | 24:53,3  | 104,0 m | 109,5 m | 190,7           |
| 14.   | Toni Schlott      | SC Motor Zella-Mehlis, TSV     | 26:08,8  | 118,0 m | 111,0 m | 190,3           |
| 15.   | Marinus Kraus     | WSV Oberaudorf, BSV            | 28:42,6  | 122,0 m | 138,5 m | 189,6           |

### Sprint (HS 140/10,5km)
Der Sprint fand am Samstag, den 19. Juli 2019 statt. Nach dem Springen wurden sieben Runden à 1500 Meter gelaufen. Deutscher Meister wurde Björn Kircheisen.
| Platz | Name              | Verein                         | Sprungpunkte | Laufzeit | Rückstand |
| ----- | ----------------- | ------------------------------ | ------------ | -------- | --------- |
| 01.   | Björn Kircheisen  | WSV Johanngeorgenstadt, SVS    | 117,6        | 18:55,7  |           |
| 02.   | Christian Beetz   | SV Biberau, TSV                | 111,6        | 18:31,8  | +0,1      |
| 03.   | Georg Hettich     | ST Schonach-Rohrhardsberg, SBW | 117,1        | 18:54,2  | +0,5      |
| 04.   | Ronny Ackermann   | Rhöner WSV Dermbach, TSV       | 120,9        | 19:15,7  | +7,0      |
| 05.   | Matthias Menz     | SC Steinbach-Hallenberg, TSV   | 120,5        | 19:17,4  | +10,7     |
| 06.   | Sebastian Haseney | SC Motor Zella-Mehlis, TSV     | 105,8        | 18:37,9  | +29,2     |
| 07.   | Tom Beetz         | SV Biberau, TSV                | 101,7        | 18:50,0  | +58,3     |
| 08.   | Mark Schlott      | SC Motor Zella-Mehlis, TSV     | 100,7        | 18:46,8  | +59,1     |
| 09.   | Eric Frenzel      | WSC Oberwiesenthal, SVS        | 109,4        | 19:22,6  | +59,9     |
| 10.   | Julian Wölfle     | ST Schonach-Rohrhardsberg, SBW | 099,6        | 18:45,6  | +1:01.9   |
| 11.   | Johannes Rydzek   | SC Oberstdorf, BSV             | 108,7        | 19:22,5  | +1:02,8   |
| 12.   | Toni Schlott      | SC Motor Zella-Mehlis, TSV     | 099,6        | 18:51,1  | +1:07,4   |
| 13.   | Fabian Rießle     | SC Motor Zella-Mehlis, TSV     | 095,4        | 18:51,7  | +1:25,0   |
| 14.   | Michael Dünkel    | SWV Goldlauter, TSV            | 089,5        | 18:42,4  | +1:39,7   |
| 15.   | Steffen Tepel     | SK Winterberg, WSV             | 087,3        | 18:44,8  | +1:50,1   |

### Junioren Massenstart
Der Massenstart der Junioren fand zeitgleich zum Massenstart der Männer statt und wurde von Michael Dünkel gewonnen. Es waren 19 Athleten gemeldet.
| Platz | Name              | Verein                         | Laufzeit | Weite 1 | Weite 2 | Gesamtpunktzahl |
| ----- | ----------------- | ------------------------------ | -------- | ------- | ------- | --------------- |
| 01.   | Michael Dünkel    | SWV Goldlauter, TSV            | 25:31,8  | 117,0 m | 122,0 m | 211,5           |
| 02.   | Johannes Rydzek   | SC Oberstdorf, BSV             | 27:17,5  | 124,5 m | 132,5 m | 206,6           |
| 03.   | Julian Wölfle     | ST Schonach-Rohrhardsberg, SBW | 26:04,1  | 117,5 m | 121,0 m | 202,9           |
| 04.   | Marinus Kraus     | WSV Oberaudorf, BSV            | 28:42,6  | 122,0 m | 138,5 m | 189,6           |
| 05.   | Michael Schwaiger | SK Berchtesgaden, BSV          | 25:39,1  | 099,5 m | 118,0 m | 185,7           |

### Junioren Sprint
Den Sprint der Junioren gewann Julian Wölfle im Zielsprint vor Johannes Rydzek.
| Platz | Name            | Verein                         | Sprungpunkte | Laufzeit | Rückstand |
| ----- | --------------- | ------------------------------ | ------------ | -------- | --------- |
| 01.   | Julian Wölfle   | ST Schonach-Rohrhardsberg, SBW | 099,6        | 18:45,6  |           |
| 02.   | Johannes Rydzek | SC Oberstdorf, BSV             | 108,7        | 19:22,5  | +0,9      |
| 03.   | Fabian Rießle   | SC Motor Zella-Mehlis, TSV     | 095,4        | 18:51,7  | +23,1     |
| 04.   | Michael Dünkel  | SWV Goldlauter, TSV            | 089,5        | 18:42,4  | +37,8     |
| 05.   | Johannes Firn   | WSV Schmiedefeld, TSV          | 105,2        | 20:07,6  | +1:00.0   |